# Estadi Carlo Castellani
L'Estadi Carlo Castellani és un estadi de futbol de la ciutat d'Empoli. Propietat de L'Empoli FC, va ser inaugurat el 12 de setembre de 1965, l'estadi té una capacitat de 20.000 espectadors i unes dimensions de 105x68 m.